# Diaphonia dispar
Diaphonia dispar är en skalbaggsart som beskrevs av Newman 1840. Diaphonia dispar ingår i släktet Diaphonia och familjen Cetoniidae. Inga underarter finns listade i Catalogue of Life.